# Kreisstraße 10a (Alexisbad)

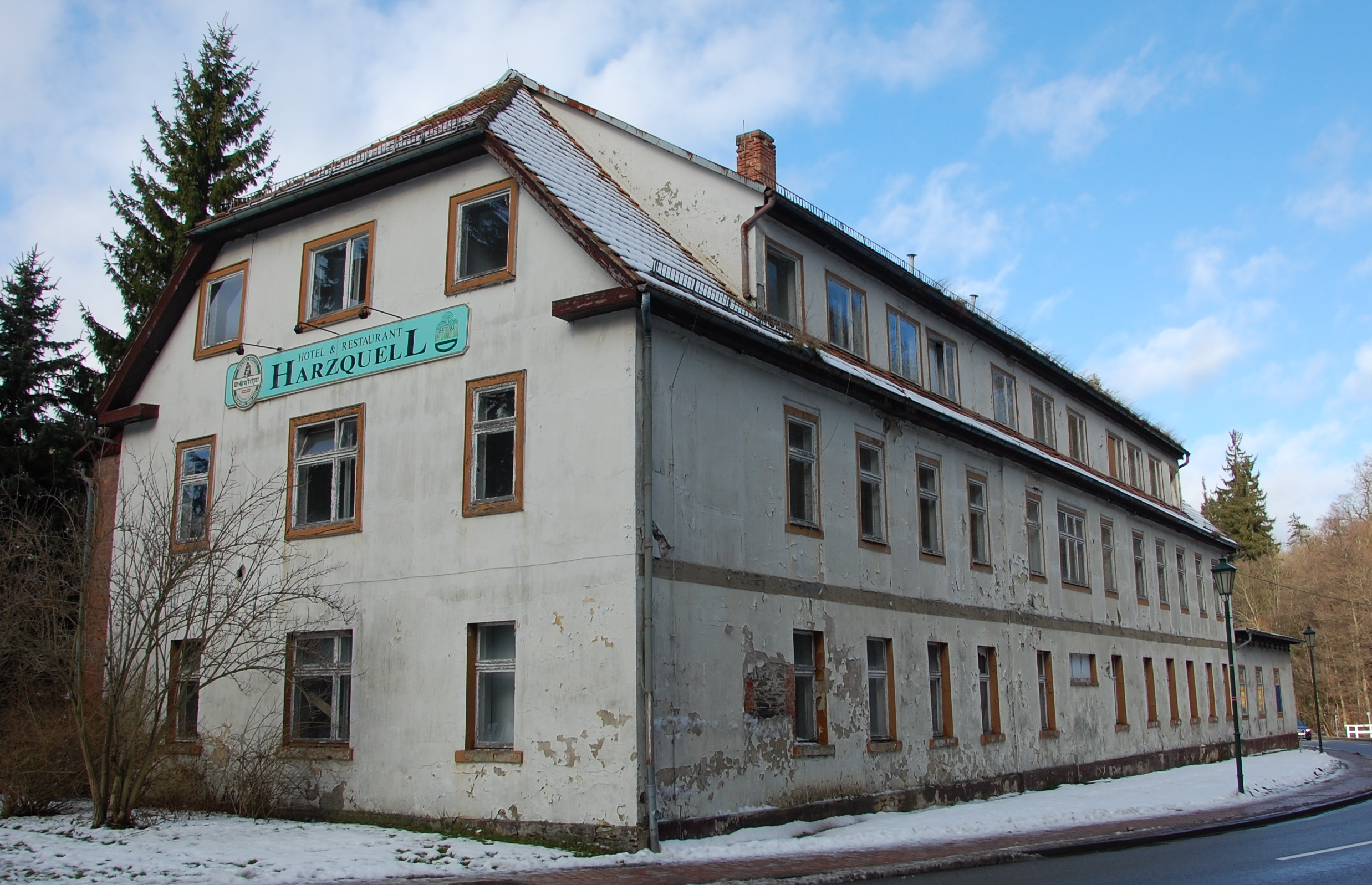
Haus Kreisstraße 10a

Das Haus Kreisstraße 10a ist ein denkmalgeschütztes Gebäude im zur Stadt Harzgerode in Sachsen-Anhalt gehörenden Ortsteil Alexisbad im Harz.

## Lage
Es befindet sich im Selketal in der Ortsmitte von Alexisbad. Im örtlichen Denkmalverzeichnis ist es als Badehaus eingetragen. Etwas weiter östlich des Gebäudes, auf der anderen Seite der Anlagen der Selketalbahn, fließt die Selke.

## Architektur und Geschichte
Das schlicht gestaltete Gebäude wurde im Jahr 1817 durch den Bernburger Landbaumeister Philipp August Bunge als Badehaus für den Kurbetrieb errichtet. Es bildete gemeinsam mit dem zunächst gleich gestalteten Logishaus Kreisstraße 7 und dem 2003 abgerissenen Kurhaus Alexisbad den Kern der Kuranlage des Orts.